# ذا بيل
ذا بيل (بالإنجليزية: The Bill)‏ هو مسلسل جريمة تم إنتاجه في المملكة المتحدة. بدأ عرضه في سنة 1984. بلغ عدد مواسم المسلسل 26 موسما، بلغ عدد حلقاته 2400 حلقة، وتبلغ مدة الحلقة الواحدة 22-24 دقيقة. المسلسل من تأليف جيف ماكوين، تم بث المسلسل لأول مرة بتاريخ 16 أكتوبر 1984 بينما تم بث آخر حلقة منه بتاريخ 31 أغسطس 2010. عرض على التلفزيون المستقل. من بطولة إريك ريتشارد، كيفن لويد، غراهام كول، سيمون روس وكريس سيمونز.

## وصلات خارجية
- ذا بيل على موقع IMDb (الإنجليزية)
- ذا بيل على موقع ميتاكريتيك (الإنجليزية)
- ذا بيل على موقع كينوبويسك (الروسية)
- ذا بيل على موقع ألو سيني (الفرنسية)
- ذا بيل على موقع قاعدة بيانات الفيلم (الإنجليزية)